# Beniamin

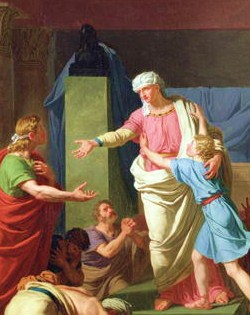
Beniamin (dreapta) îl îmbrățișează pe fratele său mai mare, Iosif

Beniamin (sau în forma greacă și slavonă Veniamin) este un personaj biblic. Conform Genezei a fost al 12-lea fiu, cel mezin, al patriarhului Iacob, fiind al doilea și ultimul fiu al Rahelei. El este cinstit în tradițiile iudaică, creștină și islamică. El este considerat strămoșul tribului israelit Beniamin. Spre deosebire de fratele său mai mare, Iosif, el s-a născut, după tradiție, în Canaan.

## Numele
„Binyamin” are în limba ebraică sensul de „Fiu al mâinii drepte”  sau „Fiu al sudului” (yamin însemnând „dreapta” sau „sud”). În Pentateuhul samaritean el este denumit  Binyaamem - adică  „Fiul zilelor” ori „Fiul zilelor mele” 
În Koran, sub numele de Yamin,  este prezentat ca fiul mezin cu firea dreaptă, care rămâne alături de Iacob, în vreme ce frații cei mari unelteau împotriva lui Iosif.
Tradiții rabinice târzii îl consideră ca pe unul din cei patru israeliți antici care au murit fără păcate, ceilalți fiind Hileab sau Daniel, Isai (Ishay) și Amram.